# Alexander Fölker
Alexander Fölker (n. 28 ianuarie 1956, Orșova, Mehedinți, România) este un fost handbalist român, care a făcut parte din lotul echipei naționale de handbal a României, medaliată cu argint olimpic la Montreal 1976 și cu bronz olimpic la Moscova 1980 și Los Angeles 1984.

## Biografie
A absolvit Facultatea de Electrotehnică din Timișoara. A debutat în prima ligă de handbal la Politehnica Timișoara în septembrie 1974, iar în echipa națională la 30 noiembrie 1975. Prin întreaga sa activitate a generat un palmares impresionant:
- medalie olimpică de argint la JO de la Montreal – 1976
- medalie olimpică de bronz la JO de la Moscova – 1980
- medalie olimpică de bronz la JO de la Los Angeles – 1984
- Campion mondial universitar în 1981
- Supercupa Campionilor Mondiali și Olimpici – 1983
- Are peste 200 de selecții în echipa României
- A câștigat Cupa României, cu Politehnica Timișoara, în anul 1986
- La finele anului 1987 a plecat la echipa Universității din Lille, Franța unde a fost antrenor – jucător. Apoi s-a stabilit în Germania, unde pregătește echipa din Bundesliga de handbal masculin MT Melsungen.

În 2007 a fost numit „Cetățean de Onoare” al municipiului Timișoara.

## Distincții
- Medalia „Meritul Sportiv” clasa I (18 august 1976) „pentru rezultatele deosebite obținute la Jocurile olimpice de vară de la Montreal – 1976, precum și pentru contribuția adusă la dezvoltarea activității sportive și la creșterea prestigiului sportului românesc pe plan internațional”[4]
- Ordinul „Meritul Sportiv” clasa a III-a (15 aprilie 1981) „pentru rezultatele deosebite obținute la Jocurile olimpice de vară de la Moscova – 1980, precum și pentru contribuția adusă la dezvoltarea activității sportive și la creșterea prestigiului sportului românesc pe plan internațional”[5]